# École nationale supérieure d’art de Nancy
Koordinaten: 48° 40′ 54″ N, 6° 10′ 22,9″ O

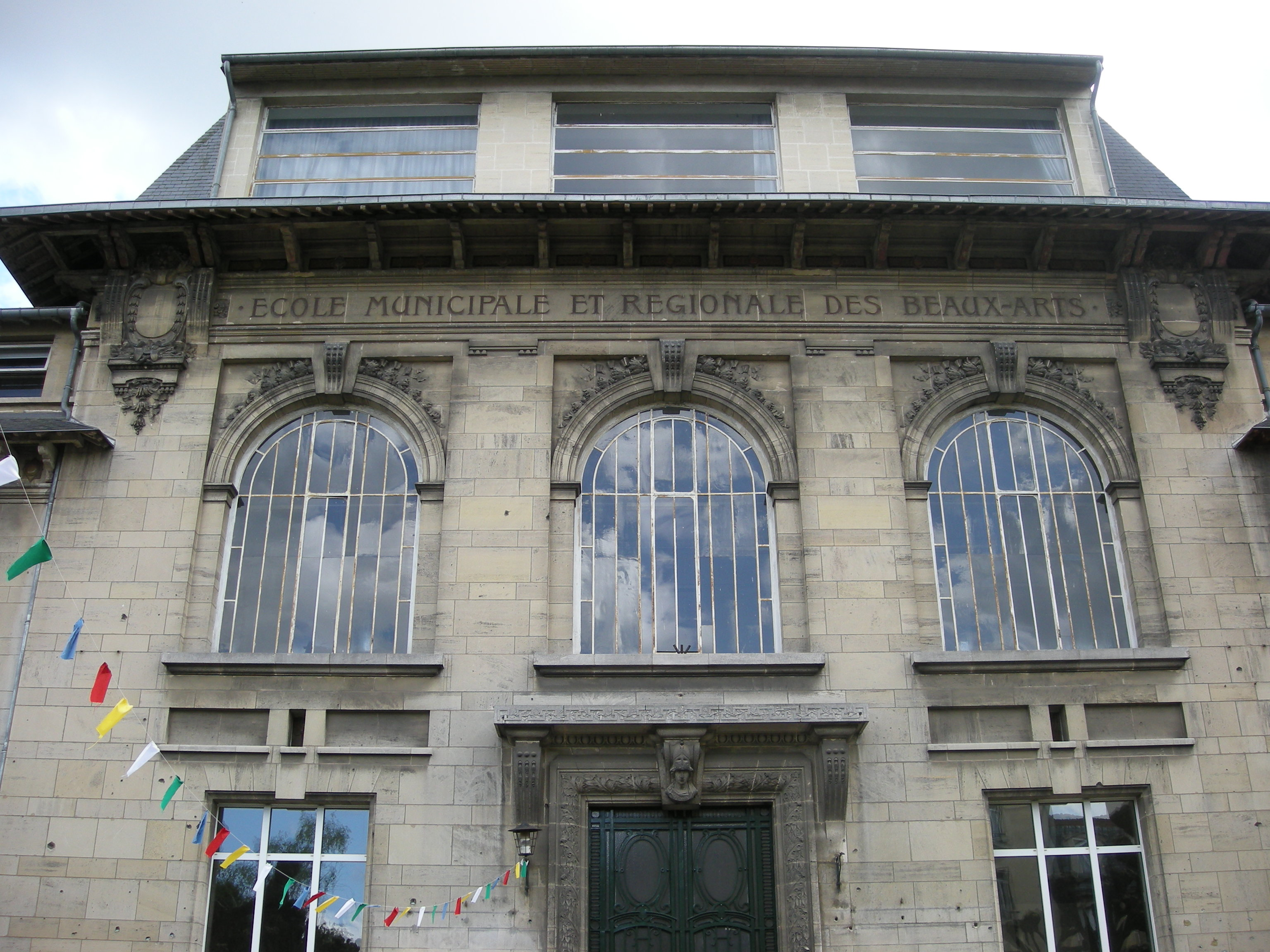
Gebäude der Hochschule aus dem Jahr 1909

Die École nationale supérieure d’art (ENSA) de Nancy ist eine französische Kunsthochschule.
Sie wurde in der 2. Hälfte des 19. Jahrhunderts unter dem Namen École des Beaux-Arts de Nancy gegründet, die wiederum aus der École de Peinture et de Dessins de Nancy hervorging. Die Hochschule beruft sich daher auf die künstlerischen Traditionen und Werte der École de Nancy. Die Hochschule untersteht dem französischen Bildungsministerium und ist Teil der interdisziplinären Hochschulkooperation ARTEM.

## Bekannte Absolventen
- Fatoumata Diabaté
- Émile Friant
- Jacques Grüber
- André Lurçat